# Francisco Valles

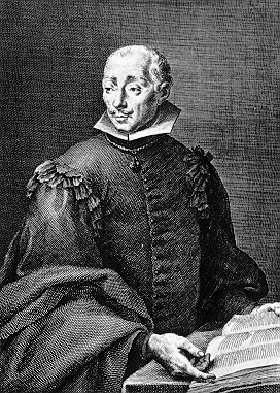
Francisco Vallés

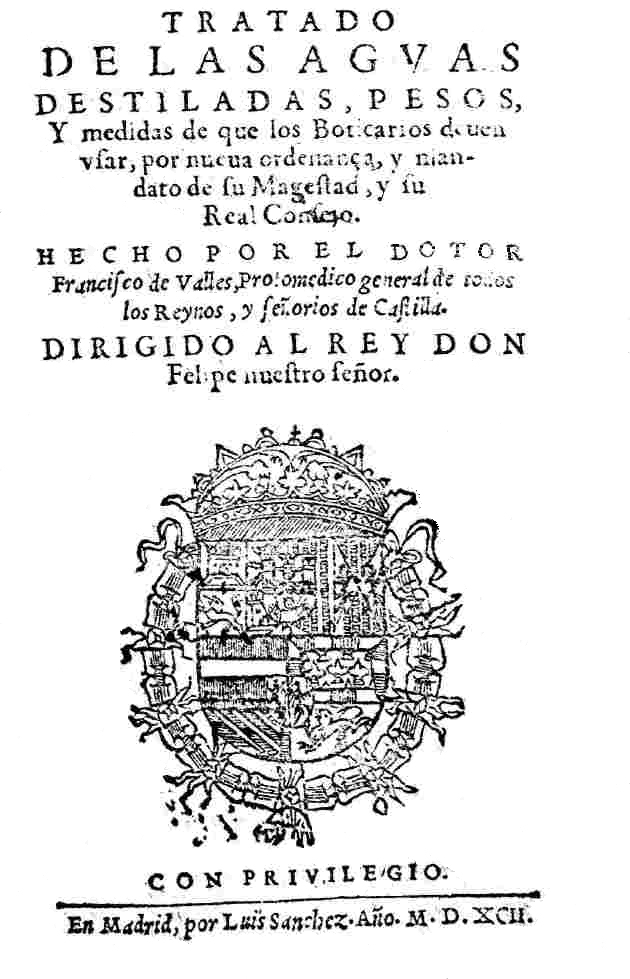
Tratado de las aguas destiladas, pesos, y medidas de que los boticarios deuen usar. 1592.

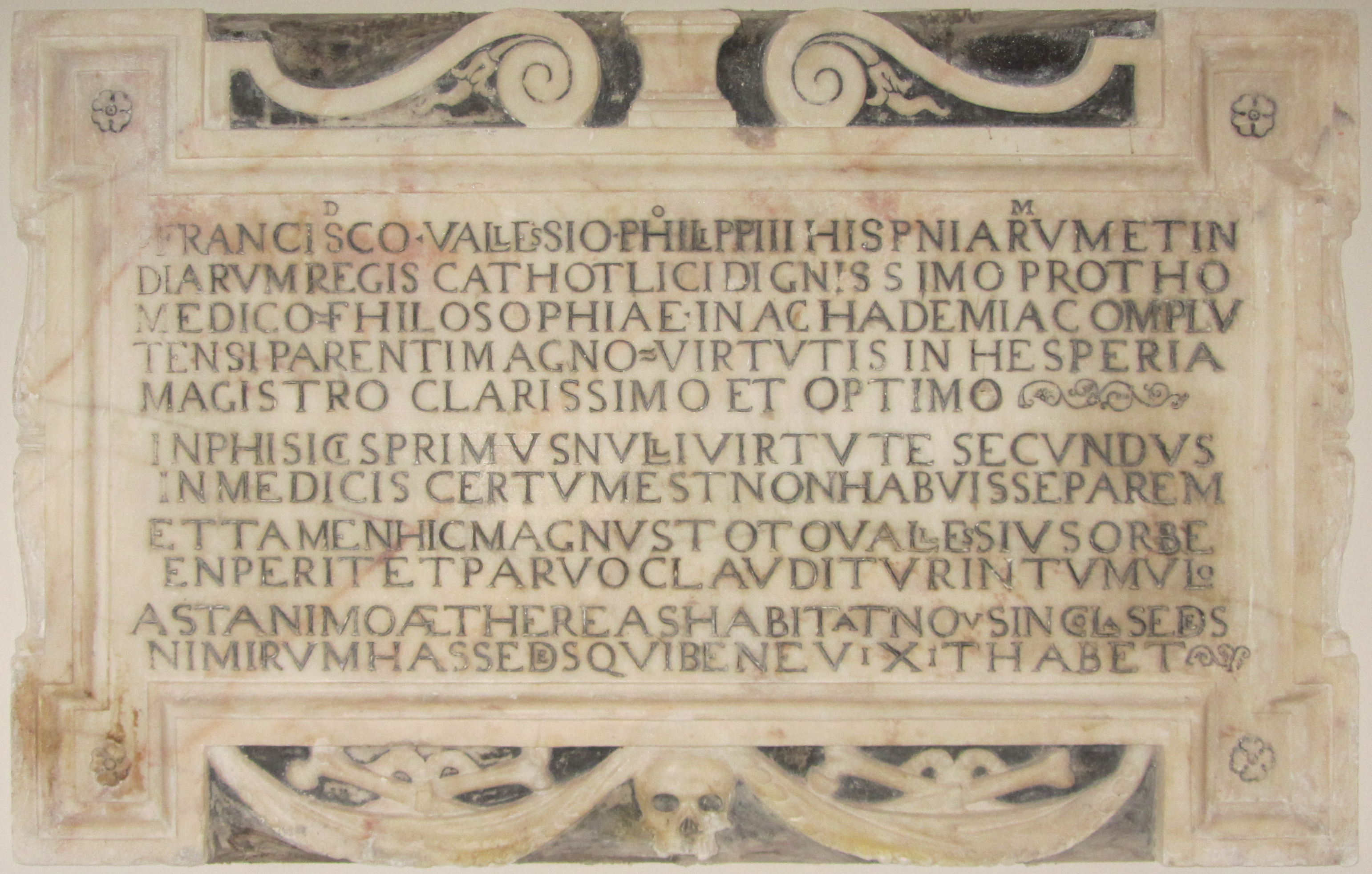
Tablica zakrywająca niszę grobową Vallesa w Alcalá de Henares.

Francisco Vallés (inaczej Vallesius Covarruvianus) (ur. 1524 – zm. 1592) – hiszpański lekarz i filozof. 
Franciszek Vallés studiował medycynę we Włoszech (Padwa). Jako lekarz praktykował w Alcali, gdzie wykładał także na miejscowym uniwersytecie zyskując sobie przydomek Divino Valles. Pełnił funkcję osobistego lekarza Filipa II w zastępstwie Andrzeja Wesaliusza. W publikowanych pracach zajmował się między innymi związkiem filozofii i medycyny.

## Dzieła
- Controversiarium medicarum et philosophicarum (1556) (2ª ed. 1564) (3ª ed. 1583).
- Commentaria in quartum librum metheoron Aristotelis (1558).
- Claudii Gal. Pergameni De Locis Patientibus Libri Sex (1559).
- In Aphorismos, & libellum de alimento Hippocratis, comentaria (1561).
- Octo librorum Aristotelis de physica doctrina versio recens & commentaria (1562).
- Controuersiarum naturalium ad tyrones pars prima (1563).
- Comentarii de vrinis, pulsibus & febribus (1565) (1569).
- Commentaria in Prognosticorum Hippocratis (1567).
- Galeni ars medicinalis commentariis (1567).
- Comentaria in libros Galeni de differentia febrium (1569).
- Commentaria in libros Hippocratis de Ratione victus in morbis acutis (1569) (1590).
- In libros Hippocratis de morbis popularibus, commetaria (1577) (1588).
- De sacra philosophia. (1587). [1][2]
- Methodus medendi (1588).
- De vrinis, pulsibus, ac febribus compendiariae tractationes. (1588).
- In aphorismos Hippocratis commentarij VII (1589).
- Tratado de las aguas destiladas, pesos, y medidas de que los boticarios deuen usar. (1592).
- De iis, quae scripta sunt physice in libris sacris siue de sacra philosophia. (1595).
- Sermon predicado en la solemnisima fiesta del Santissimo Sacramento, que se hizo en el Real Convento de San Pablo de Sevilla  (1620).